# Rijksarchief te Gent
Het Rijksarchief te Gent (België) is een van de twintig archiefdiensten van het Rijksarchief. Het bevindt zich in de Bagattenstraat te Gent.

## Collectie
Het Rijksarchief te Gent bewaart archief dat werd gevormd tijdens het ancien régime op het grondgebied van de gerechtelijke arrondissementen van Gent en Oudenaarde. Ook het archief dat na 1795 in het arrondissement Gent tot stand kwam, wordt hier bewaard. Het archief dat na 1795 werd gevormd op het grondgebied van het gerechtelijk arrondissement Oudenaarde wordt bewaard in het Rijksarchief te Beveren. Het Rijksarchief te Gent bewaart tevens al het ancien régime-archief van het voormalige Rijksarchief te Ronse.
Studenten, vorsers, amateurgenealogen of -historici kunnen in het Rijksarchief te Gent een zeer breed gamma aan documenten raadplegen, natuurlijk altijd met inachtneming van de wettelijke bepalingen in verband met de bescherming van de persoonlijke levenssfeer.

### Ancien régime (periode tot 1795)
Arrondissement Gent:
- Gerechtshoven, zowel hogere gerechtshoven als regionale en lokale hoven en rechtbanken.
- Centrale overheidsorganen van het graafschap Vlaanderen (tot 1796).
- Regionale en lokale overheden zoals kasselrijen, schepenbanken en heerlijkheden, wateringen, armentafels, enz.
- Kerkelijke instellingen zoals abdijen, kloosters, begijnhoven, kerken, gasthuizen, godshuizen, hospitalen, enz.
- Families en personen die een rol gespeeld hebben in het politieke, economische, culturele en maatschappelijke leven.
- Verzamelingen zoals kaarten en plannen.
- Notariaat.

Arrondissement Oudenaarde:
- Kasselrij Oudenaarde.
- Plaatselijke overheidsinstellingen zoals heerlijkheden, schepenbanken, ambacht- en schuttersgilden, armentafels, godshuizen en hospitalen.
- Kerkelijke instellingen zoals kapittels, abdijen, kloosters en priorijen, decanaten, parochiekerken.

### Hedendaagse tijd (periode na 1795)
Arrondissement Gent:
- Notariaat.
- Gemeente- en OCMW-archief.
- Kerkarchief.
- Polderarchief.

Arrondissement Oudenaarde:
- Alle hedendaagse archieven, zowel van publiekrechtelijke als privaatrechtelijke archiefvormers met zetel of vestigingsplaats in het arrondissement Oudenaarde werden overgebracht naar het Rijksarchief te Beveren.

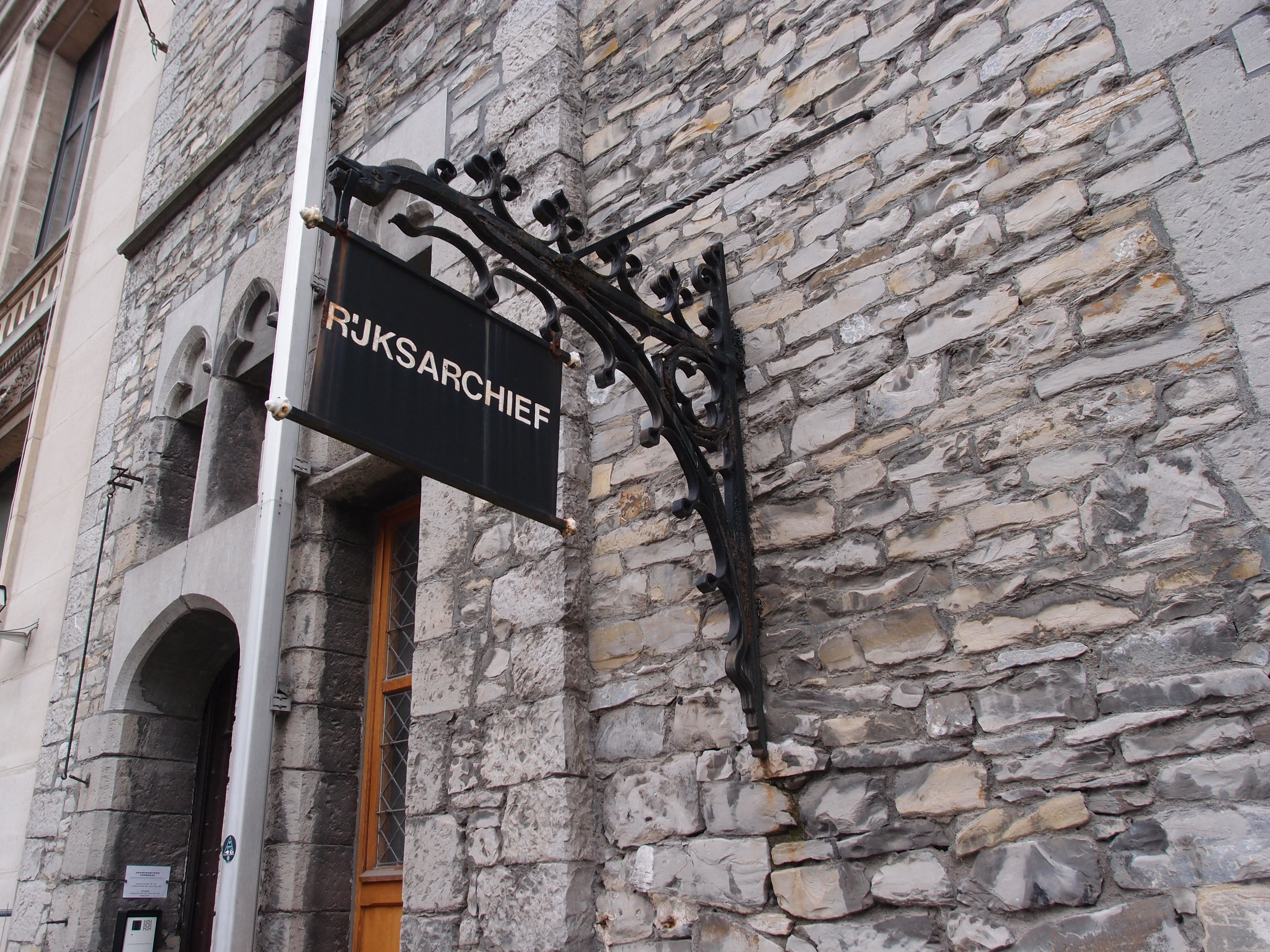
Het Rijksarchief in het Geeraard de Duivelsteen

## Huisvesting
Tussen 1875 tot 1898 en van 1904 tot 2015 was het Rijksarchief gehuisvest aan de Schelde, in het Geeraard de Duivelsteen. Tussen 1898 en 1904 werd het gebouw gerestaureerd en uitgebreid met een nieuwe vleugel met leeszaal, kantoren en conciërgewoning.
In 2012 startte men in de Bagattenstraat met de bouw van een nieuw Rijksarchief naar het ontwerp van het architectenbureau Robbrecht-Daem. De nieuwbouw is in 2015 in gebruik genomen. Het gebouw kan zo'n 40 km archief herbergen en is 10.777 m² groot.